# 維里夫卡 (埃米利奇涅區)
50°47′6″N 27°56′27″E / 50.78500°N 27.94083°E
維里夫卡（烏克蘭語：Вірівка），是烏克蘭北部的村莊，隸屬日托米爾州的茲維亞赫爾區。該村面積0.98平方公里，海拔高度212米，2001年人口156，人口密度每平方公里159.84人。